# Língua mista
Uma língua mista, também conhecida como língua híbrida, língua de contato ou língua de fusão, é uma língua que surge entre um grupo bilíngue que combina aspectos de duas ou mais línguas, mas não deriva claramente de nenhuma língua única. Ela difere de uma língua crioula ou pídgin porque, enquanto os crioulos/pídgins surgem quando falantes de muitas línguas adquirem uma língua comum, uma língua mista normalmente surge em uma população que é fluente em ambas as línguas de origem.